# جايسون بولز
جايسون بولز (بالإنجليزية: Jason Bowles)‏ هو سائق سباق أمريكي، ولد في 4 نوفمبر 1982 في أونتاريو في الولايات المتحدة.

## وصلات خارجية
- الموقع الرسمي
- جايسون بولز على موقع Racing-Reference.info (الإنجليزية)